# Mosfiloti
Mosfiloti (gr. Μοσφιλωτή) – wieś w Republice Cypryjskiej, w dystrykcie Larnaka. W 2011 roku liczyła 1365 mieszkańców.